# Bunyoro
Bunyoro – jedno z tradycyjnych królestw tworzących Ugandę.

## Historia
Od XVI do XIX był to najsilniejszy kraj we wschodniej Afryce. W 1830 nastąpił podział królestwa. Od 1894 protektorat brytyjski. Od 1962 jedno z królestw współtworzących republikę Ugandy. Zlikwidowane w 1967, odnowione w 1993.

## Królowie Bunyoro
- Rukidi – koniec XV w.
- Ocaki – XV/XVI w.
- Oyo Nyiba – początek XVI w.
- Winyi I – początek XVI w.
- Olimi I – połowa XVI w.
- Nyabongo – połowa XVI w.
- Winyi II – XVI/XVII w.
- Olimi II – połowa XVII w.
- Nyarwa – połowa XVII w.
- Cwamali – połowa XVII w.
- Masamba – koniec XVII w.
- Kyebambe I – koniec XVII w.
- Winyi III – początek XVIII w.
- Nyaika – początek XVIII w.
- Kyebambe II – początek XVIII w.
- Olimi III – 1710–1731
- Duhaga – 1731–1782
- Olimi IV – 1782–1786
- Nyamutukura Kyebambe III – 1786–1835
- Nyabongo II – 1835–1848
- Olimi V – 1848–1852
- Kyebambe IV – 1852–1869
- Kaberga – 1869–1898
- Kitahimbwa – 1898–1902
- Duhaga II – 1902–1924
- Winyi IV – 1925–1967
- 1967–1993 królestwo rozwiązane
- Solomon Iguru I – 1994–